# Cœur (série télévisée d'animation, 1981)
Pour les articles homonymes, voir Cœur (homonymie).
Cœur (愛の学校クオレ物語) est une série d'animation japonaise de 26 épisodes produite par Nippon Animation. Il s'agit d'une adaptation du roman Le Livre-cœur (1886) d'Edmondo de Amicis.
La série a été diffusée au Japon du 3 avril 1981 au 2 octobre 1981 sur Mainichi Broadcasting System. En France, elle a été diffusée à partir du 24 mai 1989 dans le Club Dorothée sur TF1, et a été rediffusée au début des années 2000 sur Mangas.
Depuis le 17 août 2021, l'intégralité de la série est disponible sur la chaine YouTube TeamKids.

## Synopsis
L'action se situe à Turin au XIXe siècle. L'histoire suit plusieurs adolescents qui découvrent un nouvel enseignant qui leur transmettra aussi bien des histoires que des valeurs de solidarité et d'entraide...

## Épisodes
1. La Nouvelle Année scolaire
2. Les Quatre Amis
3. Les Camarades de classe
4. La Bonne Action d'Enrico
5. Le Nouveau
6. Garonne, un camarade de classe
7. Le Petit Ramoneur
8. Le Fils du directeur
9. La Visite du roi
10. Le Goûter
11. Le Cadeau de Garoffi
12. Betti, tête de turc
13. Marco à la recherche de sa mère (1)
14. Marco à la recherche de sa mère (2)
15. Le Fils du forgeron
16. Le Secret de Julio
17. La Bibliothèque de Stardi
18. Sur le fleuve
19. Le Professeur de papa
20. Le Grand Secret des parents
21. Le Cirque
22. Un garçon de Naples
23. Le Père de Crossi
24. Franti fait l'école buissonnière
25. Les Larmes de Franti
26. Déjeuner sur l'herbe